# Saint-Martin-le-Gréard
Saint-Martin-le-Gréard é uma comuna francesa na região administrativa da Normandia, no departamento Mancha. Estende-se por uma área de 2,84 km². Em 2010 a comuna tinha 549 habitantes (densidade: 193,3 hab./km²).